# Постель Олександр Борисович
Олександр Борисович По́стель (нар. 1 травня 1904, Одеса — пом. 19 січня 1989, Одеса) — український радянський художник і педагог; член Асоціації революційного мистецтва України з 1924 року, Спілки художників СРСР з 1934 року та Спілки художників України. Заслужений діяч мистецтв УРСР з 1963 року.

## Біографія
Народився 18 квітня [1 травня] 1904 року в місті Одесі (тепер Україна) в багатодітній сім'ї кравця. 1917 року поступив на вечірнє відділення Одеського реального училища. Протягом 1920—1929 років (з перервами) навчався в Одеському художньому інституті (викладачі Теофіл Фраєрман, Володимир Заузе). Протягом 1925—1926 років жив у Москві, співпрацював з видавництвами, браве участь у виставках. 1926 року повернувся до Одеси, де у 1929—1931 роках працював співробітником Одеського художнього музею. Протягом 1931—1941 працював викладачем Одеського художнього училища.
Протягом 1941—1945 років жив в Узбецькій РСР, де викладав в евакуйованому в Ташкент Московському архітектурному інституті, працював як живописець, офортист, займався автолітографією, брав участь у виставках, в організації Республіканського художнього училища Узбецької РСР, став його першим директором. 
1945 року повернувся до Одеси. До 1967 року працював викладачем Одеського художнього училища, потім Одеського будівельного інституту. Доцент з 1947 року, професор з 1966 року. Жив в Одесі в будинку на провулку Гагаріна № 4, квартира 2. Помер в Одесі 19 січня 1989 року.

## Творчість
Працював в галузі станкової графіки і живопису. Серед робіт:
графіка
- «Культхвилина в панчішному цеху» (1935);
- «Комунари» (1935);
- серії:
  - «Архітектурні пам'ятки Узбекистану» (1943);
  - «Пейзажі Узбекистану» (1942—1945);
  - «Одеса» (1946);
  - «За читанням» (1952);
  - «Пори року» (1956—1960);
  - «Одеські пейзажі» (1950—1970; офорт, суха голка);
  - «Персики» (1960);
  - «Квіти» (1965—1966);
  - «Вилкове» (1969);

живопис
- «Околиці Одеси» (1939);
- «Базарна площа» (1944);
- «Сонце в серпанку» (1948);
- «Чорні баржі» (1950);
- «Сніг зійшов» (1955);
- «Одеса. Новий район» (1963).

Відомий також як ілюстратор книжок і художник кіно.
Брав участь у всеукраїнських виставках з 1929 року, всесоюзних з 1939 року, зарубіжних з 1937 року, персональні відбулися в Одесі,
Кишиневі 1965 року.
Твори художника знаходяться в 47 музеях світу: зокрема в Третьяковській галереї, Державному музеї образотворчих мистецтв імені Олександра Пушкіна, а також в музеях Києва, Львова, Харкова, Ужгорода, Вознесенська, Ташкента, в Одеському художньому музеї, Одеському будинку-музеї імені М. К. Реріха та інших.